# Severozapaden
43° 15′ N, 24° 00′ E

Severozapaden est une région de Bulgarie. Sa capitale est Pleven. La région a l'économie la moins bien classé de Bulgarie et de l'Union européenne avec un PIB par habitant de 7 100 € en SPA en 2008, soit 27 % de la moyenne de l'UE27. La région possède cinq divisions administratives ou oblasts : Vidin, Vratsa, Montana, Lovetch et Pleven. 
La région est une région NUTS de l'Union européenne de second niveau.

## Compléments
- Listes des régions NUTS de l'Union européenne
- Liste des régions NUTS de Bulgarie

## Sources
- (en) Cet article est partiellement ou en totalité issu de l’article de Wikipédia en anglais intitulé « Severozapaden » (voir la liste des auteurs).